# Uniwersytet Dzieci
Fundacja Uniwersytet Dzieci – organizacja non-profit założona w 2007 roku w Krakowie, gdzie mieści się też główna siedziba. Aktualnie fundacja posiada oddziały w trzech miastach w Polsce: w Krakowie, w Warszawie oraz we Wrocławiu. Uniwersytet Dzieci jest pierwszym uniwersytetem dziecięcym w Polsce. Uniwersytet Dzieci prowadzi współpracę z naukowcami m.in. z takich ośrodków jak: Uniwersytet Warszawski, Uniwersytet Jagielloński, Uniwersytet Wrocławski, Uniwersytet Warmińsko-Mazurski, Akademia Górniczo-Hutnicza, Politechnika Warszawska, Akademia Pedagogiki Specjalnej, Wyższa Szkoła Europejska.

## Misja
Rozwijanie potencjału twórczego i intelektualnego dzieci, by korzystając w pełni ze swoich talentów, wiedzy i możliwości rozumiały świat w którym żyją i potrafiły w nim działać.

## Cele fundacji
- Rozbudzanie w dzieciach pasji i pomaganie im odkrywać własnych zainteresowań
- Angażowanie dzieci w doświadczalne poznawanie nauki
- Rozwijanie zdolności uczenia się przez całe życie
- Kształtowanie umiejętności krytycznego myślenia
- Uczenie współpracy
- Przekonywanie, że nauka umożliwia współtworzenie cywilizacji i korzystanie z jej dobrodziejstw

## Obszary działalności

### Uniwersytet Dzieci
Uniwersytet Dzieci powstał w 2007 roku w Krakowie z inicjatywy trzech założycielek: Bogusławy Łuki, Anny Grąbczewskiej i Agaty Wilam. Pomysł założenia Uniwersytetu Dzieci wziął się z pytań, które zadawały im własne dzieci. Zajęcia w formie warsztatów i wykładów prowadzone są dla dzieci w wieku 6-16 lat. Uniwersytet Dzieci podaje, że przez 15 lat działalności na zajęcia uczęszczało łącznie prawie 37 tysięcy studentów. Pierwszy wykład poprowadzony przez prof. dr hab. Bartłomieja Dobroczyńskiego odbył się 26 maja 2007 roku.

### Uniwersytet Dzieci w Klasie
W 2013 roku Fundacja Uniwersytet Dzieci tworzy platformę z darmowymi scenariuszami lekcji dla nauczycieli: Uniwersytet Dzieci w Klasie. Od tego czasu ponad 300 tysięcy dzieci wzięło udział w zajęciach przeprowadzonych na podstawie scenariuszy i projektów przygotowanych przez fundację.